# Quinto Mânlio Ancário Tarquício Saturnino
Quinto Mânlio Ancário Tarquício Saturnino (em latim: Quintus Manlius Ancharius Tarquitius Saturninus) foi um senador romano da gente Mânlia nomeado cônsul sufecto para o nundínio de março a agosto de 62 com Públio Petrônio Níger. Foi procônsul da África entre 72 e 73.